# Torbjörn Samuelsson

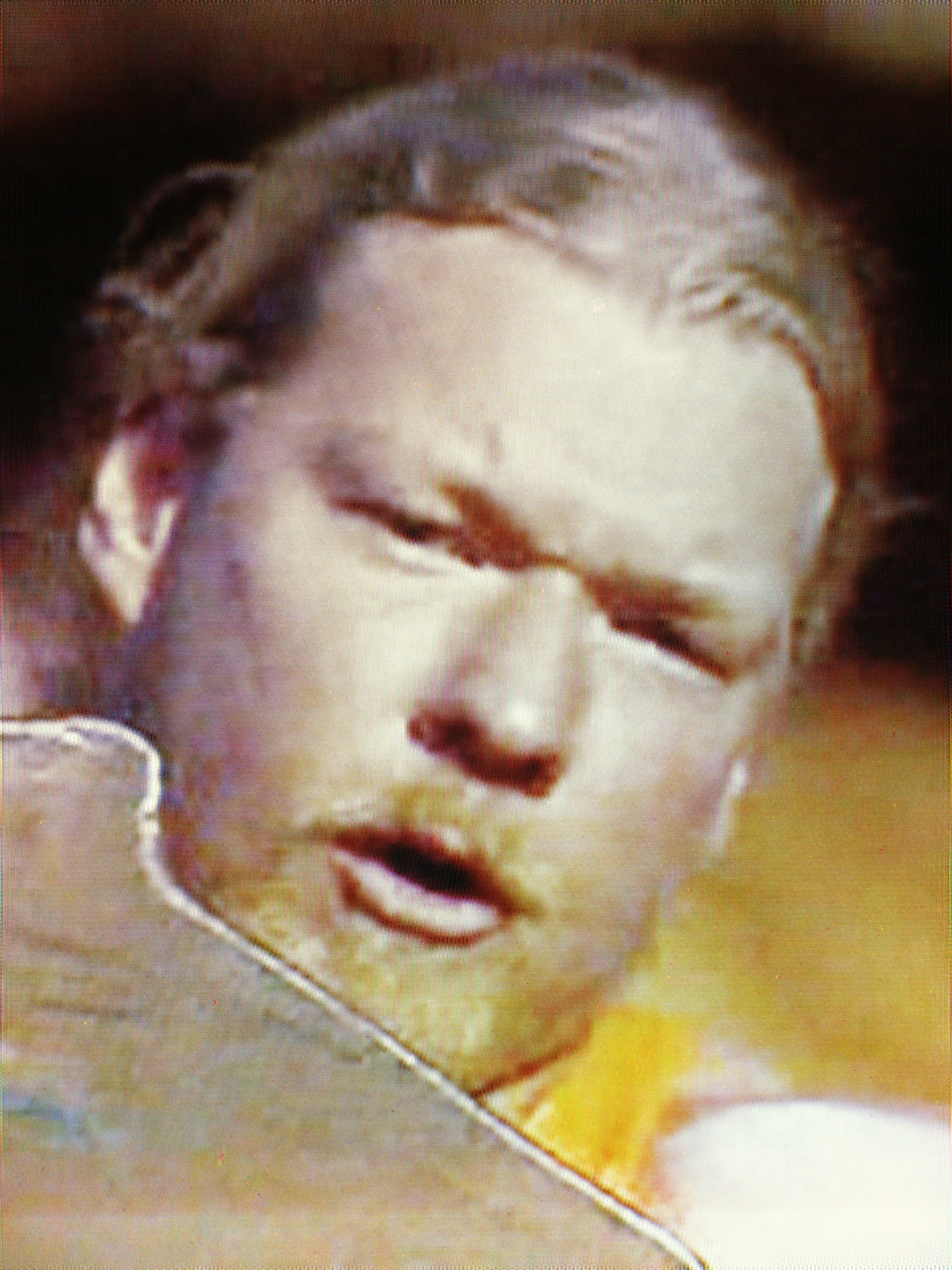
Torbjörn Samuelsson.

Lars Torbjörn Samuelsson, född 17 februari 1973 i Tidersrums församling i Östergötlands län, är en svensk strongman-utövare som 1998 och 2002 vann Sveriges starkaste man. 2000 och 2001 kvalificerade han sig för Världens starkaste man. Han är yngre bror till Magnus Samuelsson och har internationella framgångar i partävlingar tillsammans med Magnus.

## Meritlista
- 2002 1:a Sveriges Starkaste Man.
- 2001 2:a Sveriges Starkaste Man.
- 2000 2:a Sveriges Starkaste Man.
- 1999 2:a Par-VM.
- 1999 3:a Sveriges Starkaste Man.
- 1998 3:a Par-VM.
- 1998 1:a Sveriges Starkaste Man.
- 1998 1:a Par-SM.
- 1997 3:a Sveriges Starkaste Man.